# Lost for Words
Lost for Words és una cançó del grup britànic de rock progressiu Pink Floyd i desè títol de l'àlbum The Division Bell, aparegut l'any 1994.

## Composició i enregistrament
La cançó està centrada en el perdó, i va ser escrita pel guitarrista i cantant principal David Gilmour i la seva parella Polly Samson. La lletra, escrita principalment per Samson, és una reflexió amargament sarcàstica sobre l'aleshores tensa relació de Gilmour amb l'antic company de banda Roger Waters.

## Publicació i recepció
La cançó es va publicar a la ràdio rock dels Estats Units la setmana del llançament de l'àlbum, succeint a «Keep Talking», el llançament promocional anterior, publicat la setmana anterior. La cançó va assolir el número 53 a la llista de senzills canadencs.

## Llistat de cançons
| 1. | «Lost For Words» (Clean version) | Bob Ezrin, Gilmour | 5:14 |
| 2. | «Lost For Words» (Album version) | Ezrin, Gilmour     | 5:14 |

## Crèdits
- David Gilmour - veu, guitarra acústica, guitarra elèctrica
- Richard Wright - teclats
- Nick Mason - bateria, percussió
- Guy Pratt - baix
- Jon Carin - teclat, programming
- Sam Brown, Durga McBroom et Carol Kenyon - cors

## = Posició a les llistes
| Chart (1994)                   | Peak position |
| ------------------------------ | ------------- |
| US Billboard Album Rock Tracks | 21            |